# Unité de réserve de Gurkha
L'unité de réserve de Gurkha (malais : unité Simpanan Gurkha) est une force de garde d'élite népalaise appartenant aux forces armées du Sultanat de Brunei. Elle fut formée en 1974 et se compose d'environ 2 000 Gurkhas. 
Les membres de l'unité sont tous des vétérans de l'armée britannique qui fonctionnent principalement comme une garde prétorienne pour protéger le sultan, la famille royale et les installations pétrolières importantes. Ils travaillent également en tant que forces spéciales directement sous le commandement du sultan ainsi qu'aux côtés du régiment des forces spéciales et de l'escadron de combat spécial des forces armées royales de Brunei. 
Il est subordonné à la Section de Défense et de Sécurité du Ministère des Affaires intérieures de Brunei . 

## Remarques
Modèle:Loc
1. ↑  Brunei Darussalam, Encyclopedia of the Nations

## Voir également
- Militaire du Brunei
- Contingent Gurkhas
- Volontaires militaires étrangers